# Арборио
Арборио (итал. Arborio) — коммуна в Италии, располагается в регионе Пьемонт, в провинции Верчелли.
Население составляет 961 человек (2008 г.), плотность населения составляет 42 чел./км². Занимает площадь 23 км². Почтовый индекс — 13031. Телефонный код — 0161.
Покровителем коммуны почитается святитель Мартин Турский, празднование 11 ноября.

## Демография
Динамика населения:

## Администрация коммуны
- Официальный сайт: